# Джеймс Ашворт
Джеймс Томас Дуейн Ашворт (англ. James Thomas Duane Ashworth; 26 травня 1989, Корбі, Нортгемптоншир,  Східний Мідленд, Англія, Велика Британія — 13 червня 2012, Нахрі-Сарадж, Гільменд,  Афганістан) — британський солдат, молодший капрал Гренадерської гвардії Британської армії. Перший солдат, посмертно нагороджений Хрестом Вікторії, вищою нагородою сил Великої Британії і Співдружності за хоробрість перед лицем ворога, під час участі увійні в Афганістані.
Народився в сім'ї військового, з дитинства захоплювався спортом. У складі Гренадерської гвардії він служив у кількох країнах і був переведений на службу в Афганістан. 13 червня 2012 при проведенні операції зі знищення снайпера Талібану у вілаяті Гільменд, батальйон Ашворта відразу ж після висадки потрапив під запеклий вогонь противника. У цій обстановці він добровільно зголосився виступити відволікаючим об'єктом для ворога. В результаті цього маневру товариші Джеймса змогли вийти з-під ворожого вогню і почати контратаку. У цей момент Ашворт знову виступив добровольцем для кидка останньої гранати в одну з хатин для знищення снайпера, що засів там. При замаху на корточках біля стіни він був убитий ворожою кулею і загинув від вибуху гранати. Бойовики були вбиті підоспілими на допомогу товаришами Ашворта. За героїчні дії на полі бою Джеймс Ашворт був нагороджений Хрестом Вікторії, ставши 14 солдатом, удостоєним цієї нагороди після закінчення Другої світової війни.

## Пам'ять

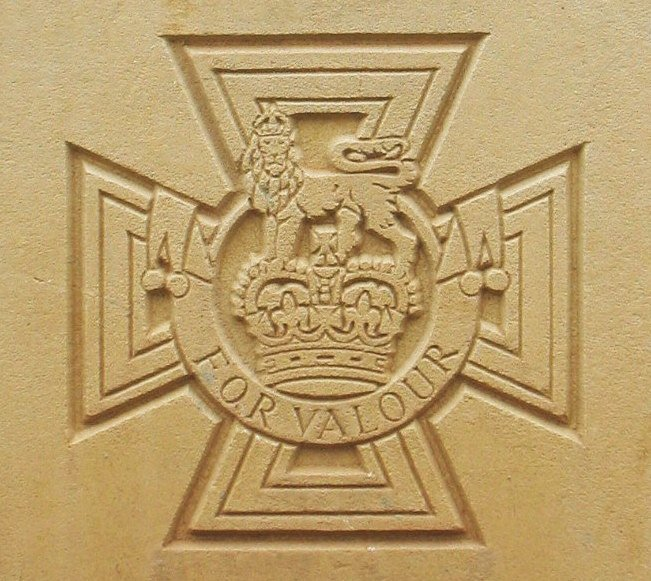
Зображення Хреста Вікторії, схвалене для розміщення на надгробках

В квітні 2013 а було проведено засідання Міської ради Корбі, всі члени якого погодилися назвати вулицю на честь Джеймса Ашворта. Після довгих обговорень і співробітництва з його сім'єю, 29 червня ім'ям Ашворта була названа площа, на якій щорічно проходять пам'ятні заходи, піднімається пам'ятний прапор в річницю смерті солдатів, убитих на Першій світовій війні, а також організовуються різдвяні ярмарки. У тому ж році, батько Ашворта Дуейн став активістом фонду «Victoria Cross Trust», відновлюючого надгробки на могилах кавалерів Хреста Вікторії, так як «я був би абсолютно спустошений, якщо через 80 років могила Джеймса буде в тому ж стані, що деякі з могил зараз».
С 22 по 27 квітня родина Джеймса, його друзі і товариші по службі проїхали на велосипедах 650 км від Единбурга до Лондона в пам'ять про нього і для збору коштів в фонд «Допомога Героям». Велопробіг повторився і в серпні 2014. 5 липня ім'я Ашворта було увічнено в Національному меморіальному дендрарії в Стаффордшире. 10 листопада Корен Ашворт виніс на поле стадіону «Уайт Харт Лейн» в Лондоне вінок у пам'ять про брата перед матчем «Тоттенхема» і «Ньюкасла». У листопаді в Академії Лодж-Парк був відкритий «Будинок Ашворта», розрахований на 200 студентів.
С 17 по 22 серпня 2014 а громадські активісти фонду «Forces Support» упорядкували сад сім'ї Ешворт в Корбі, прикрасивши його квітникам, а також встановивши альтанку з меморіальною дошкою і першими надгробком з могили Джеймса з написом "Наш павший солдат став яскравою зіркою ". 14 листопада Ашворт була присвоєна «Нагорода Джона Уайзмана» Академії Лодж-Парк. Ім'ям Джеймса був названий військовий музей в Донкастере під назвою «Казарми Ашворта», що відкрився 25 листопада, в якому в числі інших експонатів зберігаються його черевики і бере.